# Najhitrejši krog
Najhitrejši krog je v motošportu krog, ki ga je na dirki  najhitreje odpeljal eden od dirkačev; lahko pa tudi več, če si delijo najboljši čas. Tako je na primer na Veliki nagradi Velike Britanije 1954 najhitrejši čas postavilo kar sedem dirkačev (in ker so po takratnem sistemu točkovanja za najhitrejši krog podeljevali eno točko, je vsak od sedmih dirkačev dobil 0.143 točke). V Formuli 1 je rekorder z največjim številom najhitrejših krogov  Michael Schumacher. V nekaterih dirkaških tekmovanjih, na primer A1 Grand Prix ali GP2, se za najhitrejši krog podeljuje tudi točke. Do sezone 1960 je to veljalo tudi za Formulo 1. Od sezone 2019 Formula 1 spet podeljuje dodatno točko vozniku, ki odpelje najhitrejši krog, če konča dirko na desetem ali višjem mestu.

#### Najboljših deset po št. najhitrejših krogov vF1
Do vključno sezone 2007.
- 1. Michael Schumacher 75
- 2. Alain Prost 41
- 3. Nigel Mansell 30
- 4. Jim Clark 28
- 5. Mika Häkkinen 25
- 5. Kimi Räikkönen 25
- 7. Niki Lauda 24
- 8. Juan Manuel Fangio 23
- 8. Nelson Piquet 23
- 10. Gerhard Berger 21